# NHL 2019/20
Die NHL-Saison 2019/20 war die 103. Spielzeit der National Hockey League (NHL). Die reguläre Saison sollte vom 2. Oktober 2019 bis zum 11. April 2020 ausgetragen werden, wurde jedoch aufgrund der COVID-19-Pandemie am 12. März 2020 unter- und schließlich am 26. Mai 2020 abgebrochen. Die Boston Bruins gewannen als punktbestes Team die Presidents’ Trophy, während Leon Draisaitl als erster Deutscher die Art Ross Trophy als bester Scorer sowie die Hart Memorial Trophy als MVP der Liga erhielt.
Die Stanley-Cup-Playoffs 2020 begannen am 1. August 2020 mit deutlicher Verspätung und einem überarbeiteten Modus, der 24 Mannschaften und eine zusätzliche Runde beinhaltete. Sie endeten am 28. September 2020 mit dem 4:2-Erfolg der Tampa Bay Lightning gegen die Dallas Stars, wobei die Lightning ihren zweiten Titel gewannen und Victor Hedman mit der Conn Smythe Trophy als MVP ausgezeichnet wurde.

## Ligabetrieb

### Regeländerungen
Im Juni 2019 verkündete die NHL eine Reihe von Regeländerungen, die insbesondere den Videobeweis betreffen und teilweise auf umstrittene Entscheidungen in den Stanley-Cup-Playoffs 2019 zurückzuführen sind:
- Die zur Saison 2015/16 eingeführte „Coach’s Challenge“ wird neben Abseitssituationen und Torhüterbehinderung um eine dritte Kategorie erweitert. Fortan können die Cheftrainer Situationen überprüfen lassen, in denen ein Tor erzielt wurde und das Spiel zuvor mutmaßlich hätte abgepfiffen werden müssen. Dies bezieht sich auf Pässe mit der Hand, auf das Spielen des Pucks mit einem hohen Stock sowie auf Fälle, in denen der Puck aus dem Spiel war, beispielsweise weil er das Fangnetz berührte. Voraussetzung für die Überprüfung ist, dass der Puck das Angriffsdrittel zwischen vermeintlich verpasster Unterbrechung und erzieltem Tor nicht verlässt. Ferner sind möglicherweise verpasste Strafen als Spielunterbrechung von dieser Überprüfung explizit ausgenommen.
- Die Verfügbarkeit einer Challenge ist fortan nicht mehr von der Auszeit abhängig, die jedem Team zur Verfügung steht. Stattdessen können die Trainer den Videobeweis beliebig oft anfordern, jedoch wurde die Strafe für die Fälle verschärft, in denen die Challenge nicht erfolgreich ist. In allen drei Kategorien führt die erste nicht erfolgreiche Überprüfung zu einer kleinen Strafe (Minor Penalty; 2 Minuten) für Spielverzögerung, jede weitere zu einer doppelten kleinen Strafe (4 Minuten) gleicher Art.
- Alle großen Strafen (Major Penalty bzw. Match Penalty; abgesehen von Strafen für Faustkämpfe) werden fortan direkt im Sinne eines Video-Reviews von den Schiedsrichtern auf dem Eis überprüft. Diese können ihre ursprüngliche Entscheidung dann entweder bestätigen oder auf eine kleine Strafe reduzieren. Ferner haben die Schiedsrichter nun die freiwillige Möglichkeit, doppelte kleine Strafen wegen hohen Stocks (High-Sticking) zu überprüfen. Dabei geht es insbesondere darum herauszufinden, ob der Stock, der die für die doppelte Strafe notwendige Verletzung verursacht hat, tatsächlich dem ursprünglich bestraften Spieler gehörte.
- Verliert ein Spieler während des Spiels seinen Helm, ist er fortan angehalten, sofort zur Bank zurückzukehren oder seinen Helm auf dem Spielfeld wieder aufzusetzen. Kommt er dem nicht nach, soll er mit einer kleinen Strafe belegt werden. Sollte er den Puck führen oder direkt im Zweikampf darum sein, soll er diese Aktion erst beenden dürfen.
- Die verteidigende Mannschaft darf fortan nicht mehr wechseln, wenn der Torhüter einen Puck bedeckt und somit eine Spielunterbrechung herbeiführt, der aus der gegnerischen Spielfeldhälfte in Richtung Tor geschossen wurde. Ebenso ist kein Wechsel mehr erlaubt, wenn ein Spieler das eigene Tor unabsichtlich aus der Verankerung löst und somit eine Unterbrechung verursacht. In beiden Fällen darf die angreifende Mannschaft wählen, auf welcher Seite des Tores das Spiel mit einem Bully fortgesetzt werden soll. Dies gilt fortan auch für Bullys nach einem Icing und zu Beginn eines Powerplays.
- Löst ein Torhüter das eigene Tor absichtlich aus der Verankerung und verhindert damit eine klare Torchance (Breakaway), wird dies fortan als automatisches Tor gewertet.
- Bringt die angreifende Mannschaft den Puck im Angriffsdrittel aus dem Spiel, wird das Spiel fortan dennoch mit einem Bully im Angriffsdrittel fortgesetzt, statt wie zuvor in der neutralen Zone.

### Veranstaltungen
Wie in der Vorsaison wurden ausgewählte Spiele der regulären Saison im Rahmen der NHL Global Series 2019 in Europa ausgetragen. Am 4. Oktober 2019 trafen die Chicago Blackhawks im tschechischen Prag auf die Philadelphia Flyers, während sich am 8. und 9. November 2019 die Tampa Bay Lightning und die Buffalo Sabres im schwedischen Stockholm gegenüberstanden. In der Zwischenzeit fand am 26. Oktober 2019 das NHL Heritage Classic 2019 im Mosaic Stadium von Regina unter freiem Himmel zwischen den Calgary Flames und Winnipeg Jets statt. Ebenfalls als Freiluftspiel folgte das traditionelle NHL Winter Classic 2020 am 1. Januar 2020, in dem sich die Nashville Predators und Dallas Stars im Cotton Bowl in Dallas gegenüberstanden. Anschließend trugen die St. Louis Blues in ihrem Enterprise Center das NHL All-Star Game 2020 am 26. Januar 2020 aus. Als weiteres Freiluftspiel wurde in der Folge die NHL Stadium Series 2020 am 15. Februar 2020 zwischen den Los Angeles Kings und der Colorado Avalanche im Falcon Stadium von Colorado Springs gespielt.

### Gehaltsobergrenze
Im Juni 2019 gaben die NHL und die NHLPA bekannt, dass die Gehaltsobergrenze (Salary Cap) von 79,5 auf 81,5 Millionen US-Dollar angehoben wird.

## Entry Draft
Der NHL Entry Draft 2019 fand am 21. und 22. Juni 2019 in Vancouver statt. Mit dem First Overall Draft Pick wählten die New Jersey Devils den US-amerikanischen Center Jack Hughes aus. Auf den Plätzen zwei und drei folgten der finnische Flügelstürmer Kaapo Kakko für die New York Rangers und der kanadische Center Kirby Dach für die Chicago Blackhawks. Insgesamt wurden in sieben Runden 217 Spieler von den NHL-Teams gedraftet.

### Top-5-Picks
| #  | Spieler       | Nationalität       | Position | NHL-Team                                 | College-/Junioren-/Profi-Team                       |
| -- | ------------- | ------------------ | -------- | ---------------------------------------- | --------------------------------------------------- |
| 1. | Jack Hughes   | Vereinigte Staaten | C        | New Jersey Devils                        | USA Hockey National Team Development Program (USHL) |
| 2. | Kaapo Kakko   | Finnland           | RW       | New York Rangers                         | TPS Turku (Liiga)                                   |
| 3. | Kirby Dach    | Kanada             | C        | Chicago Blackhawks                       | Saskatoon Blades (WHL)                              |
| 4. | Bowen Byram   | Kanada             | D        | Colorado Avalanche (von Ottawa Senators) | Vancouver Giants (WHL)                              |
| 5. | Alex Turcotte | Vereinigte Staaten | C        | Los Angeles Kings                        | USA Hockey National Team Development Program (USHL) |

## Unterbrechung
Am 12. März 2020 gab die NHL bekannt, den Spielbetrieb als Reaktion auf die Pandemie des Corona-Virus vorerst einzustellen. Damit tat sie es der NBA gleich, die ihre Spielzeit am Tag zuvor unterbrochen hatte. Zugleich kam die NHL damit ersten „Geisterspielen“ zuvor, die regionale Behörden bereits für die Heimspiele der San Jose Sharks und Columbus Blue Jackets angeordnet hatten. Die Dauer der Unterbrechung wurde nicht angegeben, während Offizielle als Ziel ausgaben, die Playoffs im weiteren Verlauf regulär auszuspielen. Diesbezüglich seien einige Teams bereits aufgefordert worden, die Verfügbarkeit ihrer Arenen für Spiele im Juli 2020 zu prüfen.
Am 26. Mai 2020 gab die NHL bekannt, dass sie sich mit der NHLPA grundsätzlich auf einen neuen Playoff-Modus mit 24 Teams geeinigt habe, mit dem die Saison frühestens im Juli 2020 fortgesetzt werden soll. Zugleich sei die reguläre Saison beendet und alle Statistiken und Tabellen endgültig. Außerdem werde es eine neue Version der Draft-Lotterie für den anstehenden NHL Entry Draft 2020 geben. Ferner veröffentlichte die NHL ein Protokoll, das die Rahmenbedingungen für eine den Hygienevorschriften entsprechende, schrittweise Rückkehr in den Spielbetrieb schaffen soll. Mitte Juli 2020 wurde schließlich ein konkreter Zeitplan veröffentlicht, der den Beginn der Playoffs, die in Toronto und Edmonton ausgetragen werden sollten, für den 1. August 2020 vorsah.

## Reguläre Saison

### Abschlusstabellen
Abkürzungen: Division: ATL = Atlantic, MET = Metropolitan, CEN = Central und PAC = Pacific, GP = Spiele, W = Siege, L = Niederlagen, OTL = Niederlage nach Overtime bzw. Shootout, GF = Erzielte Tore, GA = Gegentore, Pts = Punkte, Pts% = Punktquote

Erläuterungen:  = Playoff-Qualifikation,  = Division-Sieger,  = Presidents’-Trophy-Gewinner

#### Eastern Conference
| Rang | Eastern Conference    | Division | GP | W  | L  | OTL | GF  | GA  | Pts | Pts% |
| ---- | --------------------- | -------- | -- | -- | -- | --- | --- | --- | --- | ---- |
| 1.   | Boston Bruins         | ATL      | 70 | 44 | 14 | 12  | 227 | 174 | 100 | .714 |
| 2.   | Tampa Bay Lightning   | ATL      | 70 | 43 | 21 | 6   | 245 | 195 | 92  | .657 |
| 3.   | Washington Capitals   | MET      | 69 | 41 | 20 | 8   | 240 | 215 | 90  | .652 |
| 4.   | Philadelphia Flyers   | MET      | 69 | 41 | 21 | 7   | 232 | 196 | 89  | .645 |
| 5.   | Pittsburgh Penguins   | MET      | 69 | 40 | 23 | 6   | 224 | 196 | 86  | .623 |
| 6.   | Carolina Hurricanes   | MET      | 68 | 38 | 25 | 5   | 222 | 193 | 81  | .596 |
| 7.   | New York Islanders    | MET      | 68 | 35 | 23 | 10  | 192 | 193 | 80  | .588 |
| 8.   | Toronto Maple Leafs   | ATL      | 70 | 36 | 25 | 9   | 238 | 227 | 81  | .579 |
| 9.   | Columbus Blue Jackets | MET      | 70 | 33 | 22 | 15  | 180 | 187 | 81  | .579 |
| 10.  | Florida Panthers      | ATL      | 69 | 35 | 26 | 8   | 231 | 228 | 78  | .565 |
| 11.  | New York Rangers      | MET      | 70 | 37 | 28 | 5   | 234 | 222 | 79  | .564 |
| 12.  | Canadiens de Montréal | ATL      | 71 | 31 | 31 | 9   | 212 | 221 | 71  | .500 |
| 13.  | Buffalo Sabres        | ATL      | 69 | 30 | 31 | 8   | 195 | 217 | 68  | .493 |
| 14.  | New Jersey Devils     | MET      | 69 | 28 | 29 | 12  | 189 | 230 | 68  | .493 |
| 15.  | Ottawa Senators       | ATL      | 71 | 25 | 34 | 12  | 191 | 243 | 62  | .437 |
| 16.  | Detroit Red Wings     | ATL      | 71 | 17 | 49 | 5   | 145 | 267 | 39  | .275 |

#### Western Conference
| Rang | Western Conference   | Division | GP | W  | L  | OTL | GF  | GA  | Pts | Pts% |
| ---- | -------------------- | -------- | -- | -- | -- | --- | --- | --- | --- | ---- |
| 1.   | St. Louis Blues      | CEN      | 71 | 42 | 19 | 10  | 225 | 193 | 94  | .662 |
| 2.   | Colorado Avalanche   | CEN      | 70 | 42 | 20 | 8   | 237 | 191 | 92  | .657 |
| 3.   | Vegas Golden Knights | PAC      | 71 | 39 | 24 | 8   | 227 | 211 | 86  | .606 |
| 4.   | Dallas Stars         | CEN      | 69 | 37 | 24 | 8   | 180 | 177 | 82  | .594 |
| 5.   | Edmonton Oilers      | PAC      | 71 | 37 | 25 | 9   | 225 | 217 | 83  | .585 |
| 6.   | Nashville Predators  | CEN      | 69 | 35 | 26 | 8   | 215 | 217 | 78  | .565 |
| 7.   | Vancouver Canucks    | PAC      | 69 | 36 | 27 | 6   | 228 | 217 | 78  | .565 |
| 8.   | Calgary Flames       | PAC      | 70 | 36 | 27 | 7   | 210 | 215 | 79  | .564 |
| 9.   | Winnipeg Jets        | CEN      | 71 | 37 | 28 | 6   | 216 | 203 | 80  | .563 |
| 10.  | Minnesota Wild       | CEN      | 69 | 35 | 27 | 7   | 220 | 220 | 77  | .558 |
| 11.  | Arizona Coyotes      | PAC      | 70 | 33 | 29 | 8   | 195 | 187 | 74  | .529 |
| 12.  | Chicago Blackhawks   | CEN      | 70 | 32 | 30 | 8   | 212 | 218 | 72  | .514 |
| 13.  | Anaheim Ducks        | PAC      | 71 | 29 | 33 | 9   | 187 | 226 | 67  | .472 |
| 14.  | Los Angeles Kings    | PAC      | 70 | 29 | 35 | 6   | 178 | 212 | 64  | .457 |
| 15.  | San Jose Sharks      | PAC      | 70 | 29 | 36 | 5   | 182 | 226 | 63  | .450 |

### Beste Scorer

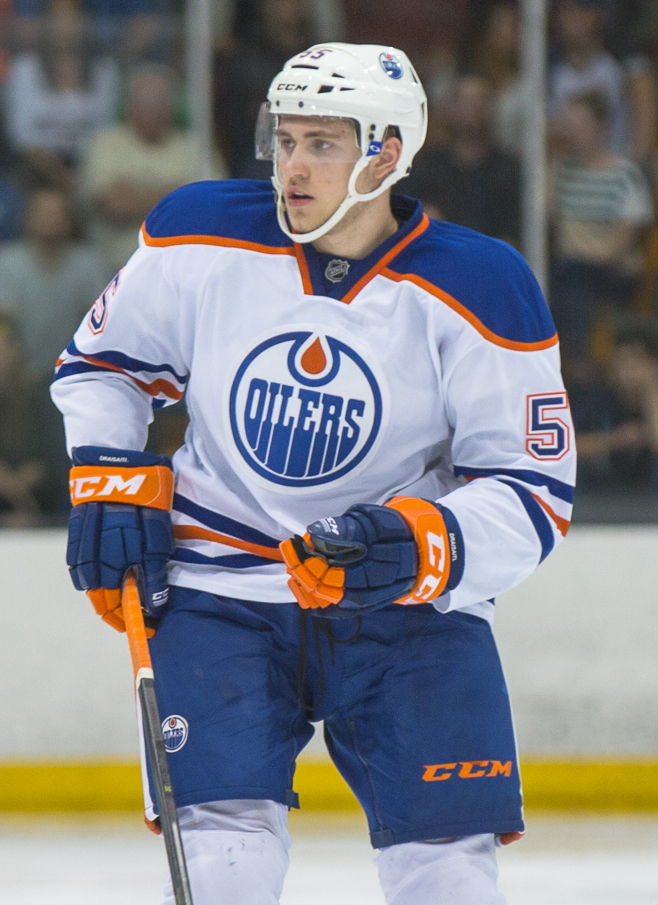
Leon Draisaitl, bester Scorer und Gewinner der Art Ross Trophy.

Leon Draisaitl führte die Scorerliste der NHL mit 110 Punkten an und wurde damit zum ersten Deutschen, der die Art Ross Trophy gewinnen konnte. Zudem verzeichnete er mit 67 Assists auch die meisten Torvorlagen. David Pastrňák und Alexander Owetschkin teilten sich mit jeweils 48 erzielten Treffern die Maurice Richard Trophy als beste Torjäger der Liga, wobei Owetschkin diese Ehre zum siebten Mal in den letzten acht Jahren zuteilwurde. Punktbester Abwehrspieler wurde John Carlson mit 75 Scorerpunkten, während die Plus/Minus-Wertung von Ryan Graves mit einem Wert von +40 angeführt wurde.
Abkürzungen: Sp = Spiele, T = Tore, V = Assists, Pkt = Punkte, +/− = Plus/Minus, SM = Strafminuten; Fett: Bestwert
| Spieler            | Mannschaft          | Sp | T  | V  | Pkt | +/− | SM |
| ------------------ | ------------------- | -- | -- | -- | --- | --- | -- |
| Leon Draisaitl     | Edmonton Oilers     | 71 | 43 | 67 | 110 | −7  | 18 |
| Connor McDavid     | Edmonton Oilers     | 64 | 34 | 63 | 97  | −6  | 28 |
| David Pastrňák     | Boston Bruins       | 70 | 48 | 47 | 95  | +21 | 40 |
| Artemi Panarin     | New York Rangers    | 69 | 32 | 63 | 95  | +36 | 20 |
| Nathan MacKinnon   | Colorado Avalanche  | 69 | 35 | 58 | 93  | +13 | 12 |
| Brad Marchand      | Boston Bruins       | 70 | 28 | 59 | 87  | +25 | 82 |
| Nikita Kutscherow  | Tampa Bay Lightning | 68 | 33 | 52 | 85  | +26 | 38 |
| Patrick Kane       | Chicago Blackhawks  | 70 | 33 | 51 | 84  | +8  | 40 |
| Auston Matthews    | Toronto Maple Leafs | 70 | 47 | 33 | 80  | +19 | 8  |
| Jack Eichel        | Buffalo Sabres      | 68 | 36 | 42 | 78  | +5  | 34 |
| Jonathan Huberdeau | Florida Panthers    | 69 | 23 | 55 | 78  | +5  | 30 |

### Beste Torhüter
Die kombinierte Tabelle zeigt die jeweils drei besten Torhüter in den Kategorien Gegentorschnitt und Fangquote sowie die jeweils Führenden in den Kategorien Shutouts und Siege.
Abkürzungen: GP = Spiele, TOI = Eiszeit (in Minuten), W = Siege, L = Niederlagen, OTL = Overtime-Niederlagen, GA = Gegentore, SO = Shutouts, Sv% = gehaltene Schüsse (in %), GAA = Gegentorschnitt; Fett: Saisonbestwert
Es werden nur Torhüter erfasst, die mindestens 25 Spiele absolviert haben. Sortiert nach bestem Gegentorschnitt.
| Spieler            | Team                | GP | TOI     | W  | L  | OTL | GA  | SO | Sv%  | GAA  |
| ------------------ | ------------------- | -- | ------- | -- | -- | --- | --- | -- | ---- | ---- |
| Tuukka Rask        | Boston Bruins       | 41 | 2401:47 | 26 | 8  | 6   | 85  | 5  | 92,9 | 2,12 |
| Anton Chudobin     | Dallas Stars        | 30 | 1677:29 | 16 | 8  | 4   | 62  | 0  | 93,0 | 2,22 |
| Darcy Kuemper      | Arizona Coyotes     | 29 | 1753:24 | 16 | 11 | 2   | 65  | 2  | 92,8 | 2,22 |
| Connor Hellebuyck  | Winnipeg Jets       | 58 | 3268:33 | 31 | 21 | 5   | 140 | 6  | 92,2 | 2,57 |
| Andrei Wassilewski | Tampa Bay Lightning | 52 | 3121:54 | 35 | 14 | 3   | 133 | 3  | 91,7 | 2,56 |

### Beste Rookiescorer
Die beiden Verteidiger Quinn Hughes und Cale Makar sorgten während der Saison für mehrere Wechsel an der Spitze der Rookie-Scorerliste, ehe Hughes diesen Zweikampf mit 53 Punkten für sich entschied und dabei mit 45 Assists auch die meisten Torvorlagen gab. Die meisten Tore erzielte Dominik Kubalík mit 30 Treffern. Adam Fox, der dritte Abwehrspieler unter den fünf besten Scorern, führte unterdessen die Plus/Minus-Wertung mit einem Wert von +22 an.
Abkürzungen: Sp = Spiele, T = Tore, V = Assists, Pkt = Punkte, +/− = Plus/Minus, SM = Strafminuten; Fett: Bestwert
| Spieler         | Mannschaft         | Sp | T  | V  | Pkt | +/− | SM |
| --------------- | ------------------ | -- | -- | -- | --- | --- | -- |
| Quinn Hughes    | Vancouver Canucks  | 68 | 8  | 45 | 53  | −10 | 22 |
| Cale Makar      | Colorado Avalanche | 57 | 12 | 38 | 50  | +12 | 12 |
| Dominik Kubalík | Chicago Blackhawks | 68 | 30 | 16 | 46  | +2  | 16 |
| Victor Olofsson | Buffalo Sabres     | 54 | 20 | 22 | 42  | −1  | 6  |
| Adam Fox        | New York Rangers   | 70 | 8  | 34 | 42  | +22 | 32 |

## Stanley-Cup-Playoffs
|  | Qualifizierungsrunde                                          | Qualifizierungsrunde  | Qualifizierungsrunde |    |                      | Conference-Viertelfinale | Conference-Viertelfinale | Conference-Viertelfinale |   | Conference-Halbfinale | Conference-Halbfinale | Conference-Halbfinale |  |  | Conference-Finale | Conference-Finale | Conference-Finale |  |  | Stanley-Cup-Finale | Stanley-Cup-Finale | Stanley-Cup-Finale |
|  |                                                               |                       |                      |    |                      |                          |                          |                          |   |                       |                       |                       |  |  |                   |                   |                   |  |  |                    |                    |                    |
|  | 5                                                             | Pittsburgh Penguins   | 1                    |    |                      | 1                        | Philadelphia Flyers      | 4                        |   |                       |                       |                       |  |  |                   |                   |                   |  |  |                    |                    |                    |
|  | 12                                                            | Canadiens de Montréal | 3                    |    |                      | 8                        | Canadiens de Montréal    | 2                        |   |                       |                       |                       |  |  |                   |                   |                   |  |  |                    |                    |                    |
|  | 12                                                            | Canadiens de Montréal | 3                    | 1  | Philadelphia Flyers  | 8                        | Canadiens de Montréal    | 2                        | 3 |                       |                       |                       |  |  |                   |                   |                   |  |  |                    |                    |                    |
|  |                                                               |                       |                      | 1  | Philadelphia Flyers  |                          |                          |                          | 3 |                       |                       |                       |  |  |                   |                   |                   |  |  |                    |                    |                    |
|  | 6                                                             | New York Islanders    | 4                    |    |                      |                          |                          |                          |   |                       |                       |                       |  |  |                   |                   |                   |  |  |                    |                    |                    |
|  | 6                                                             | New York Islanders    | 4                    | 6  | Carolina Hurricanes  | 3                        | 2                        | Tampa Bay Lightning      | 4 |                       |                       |                       |  |  |                   |                   |                   |  |  |                    |                    |                    |
|  |                                                               |                       |                      | 6  | Carolina Hurricanes  | 3                        | 2                        | Tampa Bay Lightning      | 4 |                       |                       |                       |  |  |                   |                   |                   |  |  |                    |                    |                    |
|  | 11                                                            | New York Rangers      | 0                    |    |                      | 7                        | Columbus Blue Jackets    | 1                        |   |                       |                       |                       |  |  |                   |                   |                   |  |  |                    |                    |                    |
|  | 11                                                            | New York Rangers      | 0                    | 6  | New York Islanders   | 7                        | Columbus Blue Jackets    | 1                        | 2 |                       |                       |                       |  |  |                   |                   |                   |  |  |                    |                    |                    |
|  | Eastern Conference                                            |                       |                      | 6  | New York Islanders   |                          |                          |                          | 2 |                       |                       |                       |  |  |                   |                   |                   |  |  |                    |                    |                    |
|  |                                                               | 2                     | Tampa Bay Lightning  | 4  |                      |                          |                          |                          |   |                       |                       |                       |  |  |                   |                   |                   |  |  |                    |                    |                    |
|  | 7                                                             | 2                     | Tampa Bay Lightning  | 4  | New York Islanders   | 3                        |                          |                          | 3 | Washington Capitals   | 1                     |                       |  |  |                   |                   |                   |  |  |                    |                    |                    |
|  | 7                                                             |                       |                      |    | New York Islanders   | 3                        |                          |                          | 3 | Washington Capitals   | 1                     |                       |  |  |                   |                   |                   |  |  |                    |                    |                    |
|  | 10                                                            | Florida Panthers      | 1                    |    |                      | 6                        | New York Islanders       | 4                        |   |                       |                       |                       |  |  |                   |                   |                   |  |  |                    |                    |                    |
|  | 10                                                            | Florida Panthers      | 1                    | 2  | Tampa Bay Lightning  | 6                        | New York Islanders       | 4                        | 4 |                       |                       |                       |  |  |                   |                   |                   |  |  |                    |                    |                    |
|  |                                                               |                       |                      | 2  | Tampa Bay Lightning  |                          |                          |                          | 4 |                       |                       |                       |  |  |                   |                   |                   |  |  |                    |                    |                    |
|  | 4                                                             | Boston Bruins         | 1                    |    |                      |                          |                          |                          |   |                       |                       |                       |  |  |                   |                   |                   |  |  |                    |                    |                    |
|  | 4                                                             | Boston Bruins         | 1                    | 8  | Toronto Maple Leafs  | 2                        | 4                        | Boston Bruins            | 4 |                       |                       |                       |  |  |                   |                   |                   |  |  |                    |                    |                    |
|  |                                                               |                       |                      | 8  | Toronto Maple Leafs  | 2                        | 4                        | Boston Bruins            | 4 |                       |                       |                       |  |  |                   |                   |                   |  |  |                    |                    |                    |
|  | 9                                                             | Columbus Blue Jackets | 3                    |    |                      | 5                        | Carolina Hurricanes      | 1                        |   |                       |                       |                       |  |  |                   |                   |                   |  |  |                    |                    |                    |
|  | 9                                                             | Columbus Blue Jackets | 3                    | E2 | Tampa Bay Lightning  | 5                        | Carolina Hurricanes      | 1                        | 4 |                       |                       |                       |  |  |                   |                   |                   |  |  |                    |                    |                    |
|  | (Die Teams werden nach den ersten beiden Runden neu gesetzt.) |                       |                      | E2 | Tampa Bay Lightning  |                          |                          |                          | 4 |                       |                       |                       |  |  |                   |                   |                   |  |  |                    |                    |                    |
|  |                                                               | W3                    | Dallas Stars         | 2  |                      |                          |                          |                          |   |                       |                       |                       |  |  |                   |                   |                   |  |  |                    |                    |                    |
|  | 5                                                             | W3                    | Dallas Stars         | 2  | Edmonton Oilers      | 1                        |                          |                          | 1 | Vegas Golden Knights  | 4                     |                       |  |  |                   |                   |                   |  |  |                    |                    |                    |
|  | 5                                                             |                       |                      |    | Edmonton Oilers      | 1                        |                          |                          | 1 | Vegas Golden Knights  | 4                     |                       |  |  |                   |                   |                   |  |  |                    |                    |                    |
|  | 12                                                            | Chicago Blackhawks    | 3                    |    |                      | 8                        | Chicago Blackhawks       | 1                        |   |                       |                       |                       |  |  |                   |                   |                   |  |  |                    |                    |                    |
|  | 12                                                            | Chicago Blackhawks    | 3                    | 1  | Vegas Golden Knights | 8                        | Chicago Blackhawks       | 1                        | 4 |                       |                       |                       |  |  |                   |                   |                   |  |  |                    |                    |                    |
|  |                                                               |                       |                      | 1  | Vegas Golden Knights |                          |                          |                          | 4 |                       |                       |                       |  |  |                   |                   |                   |  |  |                    |                    |                    |
|  | 5                                                             | Vancouver Canucks     | 3                    |    |                      |                          |                          |                          |   |                       |                       |                       |  |  |                   |                   |                   |  |  |                    |                    |                    |
|  | 5                                                             | Vancouver Canucks     | 3                    | 6  | Nashville Predators  | 1                        | 2                        | Colorado Avalanche       | 4 |                       |                       |                       |  |  |                   |                   |                   |  |  |                    |                    |                    |
|  |                                                               |                       |                      | 6  | Nashville Predators  | 1                        | 2                        | Colorado Avalanche       | 4 |                       |                       |                       |  |  |                   |                   |                   |  |  |                    |                    |                    |
|  | 11                                                            | Arizona Coyotes       | 3                    |    |                      | 7                        | Arizona Coyotes          | 1                        |   |                       |                       |                       |  |  |                   |                   |                   |  |  |                    |                    |                    |
|  | 11                                                            | Arizona Coyotes       | 3                    | 1  | Vegas Golden Knights | 7                        | Arizona Coyotes          | 1                        | 1 |                       |                       |                       |  |  |                   |                   |                   |  |  |                    |                    |                    |
|  | Western Conference                                            |                       |                      | 1  | Vegas Golden Knights |                          |                          |                          | 1 |                       |                       |                       |  |  |                   |                   |                   |  |  |                    |                    |                    |
|  |                                                               | 3                     | Dallas Stars         | 4  |                      |                          |                          |                          |   |                       |                       |                       |  |  |                   |                   |                   |  |  |                    |                    |                    |
|  | 7                                                             | 3                     | Dallas Stars         | 4  | Vancouver Canucks    | 3                        |                          |                          | 3 | Dallas Stars          | 4                     |                       |  |  |                   |                   |                   |  |  |                    |                    |                    |
|  | 7                                                             |                       |                      |    | Vancouver Canucks    | 3                        |                          |                          | 3 | Dallas Stars          | 4                     |                       |  |  |                   |                   |                   |  |  |                    |                    |                    |
|  | 10                                                            | Minnesota Wild        | 1                    |    |                      | 6                        | Calgary Flames           | 2                        |   |                       |                       |                       |  |  |                   |                   |                   |  |  |                    |                    |                    |
|  | 10                                                            | Minnesota Wild        | 1                    | 2  | Colorado Avalanche   | 6                        | Calgary Flames           | 2                        | 3 |                       |                       |                       |  |  |                   |                   |                   |  |  |                    |                    |                    |
|  |                                                               |                       |                      | 2  | Colorado Avalanche   |                          |                          |                          | 3 |                       |                       |                       |  |  |                   |                   |                   |  |  |                    |                    |                    |
|  | 3                                                             | Dallas Stars          | 4                    |    |                      |                          |                          |                          |   |                       |                       |                       |  |  |                   |                   |                   |  |  |                    |                    |                    |
|  | 3                                                             | Dallas Stars          | 4                    | 8  | Calgary Flames       | 3                        | 4                        | St. Louis Blues          | 2 |                       |                       |                       |  |  |                   |                   |                   |  |  |                    |                    |                    |
|  |                                                               |                       |                      | 8  | Calgary Flames       | 3                        | 4                        | St. Louis Blues          | 2 |                       |                       |                       |  |  |                   |                   |                   |  |  |                    |                    |                    |
|  | 9                                                             | Winnipeg Jets         | 1                    |    |                      | 5                        | Vancouver Canucks        | 4                        |   |                       |                       |                       |  |  |                   |                   |                   |  |  |                    |                    |                    |

## NHL Awards und vergebene Trophäen
| Auszeichnung                          | Auszeichnung                        | Team                              |
| ------------------------------------- | ----------------------------------- | --------------------------------- |
| Stanley Cup                           | Stanley Cup                         | Tampa Bay Lightning               |
| Clarence S. Campbell Bowl             | Clarence S. Campbell Bowl           | Dallas Stars                      |
| Prince of Wales Trophy                | Prince of Wales Trophy              | Tampa Bay Lightning               |
| Presidents’ Trophy                    | Presidents’ Trophy                  | Boston Bruins                     |
| Auszeichnung                          | Spieler                             | Team                              |
| Art Ross Trophy                       | Leon Draisaitl                      | Edmonton Oilers                   |
| Bill Masterton Memorial Trophy        | Bobby Ryan                          | Ottawa Senators                   |
| Calder Memorial Trophy                | Cale Makar                          | Colorado Avalanche                |
| Conn Smythe Trophy                    | Victor Hedman                       | Tampa Bay Lightning               |
| Frank J. Selke Trophy                 | Sean Couturier                      | Philadelphia Flyers               |
| Hart Memorial Trophy                  | Leon Draisaitl                      | Edmonton Oilers                   |
| Jack Adams Award                      | Bruce Cassidy                       | Boston Bruins                     |
| James Norris Memorial Trophy          | Roman Josi                          | Nashville Predators               |
| King Clancy Memorial Trophy           | Matt Dumba                          | Minnesota Wild                    |
| Lady Byng Memorial Trophy             | Nathan MacKinnon                    | Colorado Avalanche                |
| Mark Messier Leadership Award         | Mark Giordano                       | Calgary Flames                    |
| Maurice ‚Rocket‘ Richard Trophy       | David Pastrňák Alexander Owetschkin | Boston Bruins Washington Capitals |
| NHL General Manager of the Year Award | Lou Lamoriello                      | New York Islanders                |
| NHL Plus/Minus Award (inoffiziell)    | Ryan Graves                         | Colorado Avalanche                |
| Ted Lindsay Award                     | Leon Draisaitl                      | Edmonton Oilers                   |
| Vezina Trophy                         | Connor Hellebuyck                   | Winnipeg Jets                     |
| William M. Jennings Trophy            | Tuukka Rask Jaroslav Halák          | Boston Bruins                     |

### All-Star-Teams
| First All-Star-Team |                                                  |
| Angriff:            | Artemi Panarin – Leon Draisaitl – David Pastrňák |
| Verteidigung:       | John Carlson – Roman Josi                        |
| Tor:                | Connor Hellebuyck                                |

| Second All-Star-Team |                                                      |
| Angriff:             | Brad Marchand – Nathan MacKinnon – Nikita Kutscherow |
| Verteidigung:        | Victor Hedman – Alex Pietrangelo                     |
| Tor:                 | Tuukka Rask                                          |

### All-Rookie-Team
| All-Rookie-Team |                                                 |
| Angriff:        | Dominik Kubalík – Victor Olofsson – Nick Suzuki |
| Verteidigung:   | Quinn Hughes – Cale Makar                       |
| Tor:            | Elvis Merzļikins                                |